# Szerapeum
A szerapeum (latinul serapeum, görögül σεραπεῖον szerapeion) egyike azoknak az ősi egyiptomi templomoknak, amelyeket Szerápisz görög-egyiptomi isten tiszteletére emeltek.
Az eredeti templom a Nílus nyugati partján, Szakkara közelében volt, ahol az elpusztult Ápisz-bikák emlékére emelték (az Ápisz-bikák Ptah isten szent állatai voltak). Bár a területet már i. e. 1400 körül is a bikák temetkezésére használták, II. Ramszesz (i. e. 1279–13 között uralkodott) volt az, aki egy galériát és kapcsolódó helyiségeket tervezett hozzá (ezeket a későbbi királyok ismételten megnagyobbították). Mindez katakombaként az elpusztult Ápisz-bikák számára szolgált, akik a halálban hasonlóvá váltak Oziriszhez és Ozirisz-Ápiszhoz.
A Szakkara közelében élő görögök ezt az istent Oszorapisz néven imádták, aki a Ptolemaida-dinasztia alatt Szarapisszá vált, a templomot ezek után kezdték szarapeumnak nevezni.
A szakkarai szerapeum romjait először 1850-ben tárta fel Auguste Mariette, egy francia egyiptológus. A föld alatti termek, ahova 1851-ben jutottak be, 64 eltemetett Ápisz-bikát tartalmaztak, több ezer feliratos tárggyal együtt. Egy második ásatás az 1980-as években kezdődött.
Egy hasonlóan fontos szerapeum épült Alexandriában, ami az új, ptolemaida főváros volt. Amikor I. Ptolemaiosz Szótér (i. e. 305–284 között uralkodott) egy hivatalos istent akart választani Egyiptom számára, Szerápiszt választotta, és utasította építészét, Parmeniszkuszt, hogy tervezzen meg egy templomot, ami később az isten legnagyobb és legismertebb templomaként vált ismertté. Itt Szerápiszt i. sz. 391-ig egyiptomi rituálé szerint imádták, amikor a szerapeumot lerombolták Theophilus patriárka és követői. A római időkben más szerapeumok épültek a birodalom területén.